# المعلم بحبح (فلم)
المعلم بحبح فيلم مصري صدر سنة 1935.

## الممثلون
- فؤاد الجزايرلي
- فوزي الجزايرلي
- سامية جمال
- عبد الفتاح القصري